# Айзенберг, Жозе
Жозе́ Айзенбе́рг (фр. José Eisenberg) — итальянский предприниматель, наиболее известный как основатель и владелец Eisenberg Paris. Проработав несколько лет в индустрии моды, а также создав две компании в IT-сфере, в 2000 году Жозе основал бренд Eisenberg Paris.

## Ранние годы и образование
Жозе Айзенберг родился 20 августа 1945 года в семье потомственного текстильного промышленника в Бухаресте. Единственный сын в семье Салли и Марселя Айзенбергов. Своё детство Жозе провел в послевоенной коммунистической Румынии. С приходом нового политического режима вся их семейная собственность и средства были конфискованы коммунистами.
С ранних лет родители старались привить ему сильные семейные ценности, стремление к труду и безоговорочное уважение к Франции. Его отец, когда-то учившийся в Сорбонне в Париже, привил Жозе любовь к французскому стилю. Сильное влияние на Жозе Айзенберга оказал его дядя, Аурель Айзенберг, который был гражданином Франции и участвовал во французском партизанском движении во время Второй мировой войны. Впоследствии дядя был убит нацистами в Париже в День освобождения Франции.
Жозе Айзенберг – самоучка. В возрасте 13 лет он был вынужден бросить школу и начать работать, сменив множество мест — от разнорабочего до разносчика газет. Среди прочего, Жозе работал в небольших художественных мастерских, наподобие тех, что существовали ещё в эпоху Возрождения. Позже Жозе Айзенберг получил степень бакалавра как независимый кандидат.
Свободно говорит на 6 языках.

## Карьера
В возрасте 21 год Жозе основал свою собственную дизайн-студию и фабрику во Флоренции, в Италии. Он занимался разработкой своих собственных коллекций и создавал коллекции для различных известных фэшн-брендов. Его можно назвать пионером демократизации моды в Европе. В 1972 году Жозе Айзенберг получил звание Почетного Гражданина за вклад в индустриализацию региона Базиликата.
В 1974 году Жозе начинает работу в сфере IT-технологий, в зарождающейся области искусственного интеллекта, совмещая это со своей работой в индустрии моды. Основал компанию JE Contrex в Бостоне, в которую привлекал ученых из Массачусетского технологического института.
Несмотря на то, что JE Contrex был достаточно успешен в разработке искусственного глаза, ограниченные в то время возможности памяти компьютера привели к тому, что работа была приостановлена. В 1976 году Жозе основал вторую компанию, Eisenberg Data Systems (E.D.S.), которая занималась разработкой и продвижением персональных компьютеров. В частности разработала персональный компьютер с первой съемной клавиатурой, которая работала на собственном программном обеспечении E.D.S.

## Eisenberg Paris
В 1985 году Жозе Айзенберг начал разработку собственного косметического бренда.
Желая объединить обе сферы своих интересов, технологии и мир красоты, Жозе начинает разработку собственного косметического бренда, чтобы помочь женщинам и мужчинам сохранить естественную красоту и молодость. Результатом 13-ти лет научных исследований и разработок в Швейцарии, а затем 2х лет медицинских, клинических, токсикологических, молекулярных и фармакологических испытаний в Павийском университете стало открытие уникальной Формулы Trio-Moléculaire®. Запатентованная Формула Trio-Moléculaire® является фундаментальной основой бренда Eisenberg и входит в состав всех её косметических продуктов.
Жозе всегда подчеркивает, что Формула Trio-Moléculaire® является именно научным открытием, а не изобретением. Формула Trio-Moléculaire® - это 3 природные молекулы (энзим, цитокин и биостимулин), которые, работая в синергии, насыщают кожу кислородом, заряжают энергией и способствуют регенерации кожи, способствуя сохранению функций молодой кожи.
В 2000 году Жозе основывает собственный бренд ''José Eisenberg Paris'', сократив в следующем году название до ''Eisenberg''. Жозе Айзенберг принимает участие в создании каждого продукта и ежедневно руководит жизнью бренда.
В дополнение к уходовым продуктам, Жозе создал также 2 парфюмерные коллекции и линию декоративной косметики, которая объединяет в себе макияж и средства по уходу за кожей.

## Личная жизнь
У Жозе Айзенберга трое детей: две дочери и один сын. 
Его сын Эдмон начал работать с отцом в Eisenberg Paris в 2011 году. Эдмон Айзенберг подчеркивает, что « Eisenberg Paris прежде всего семейный бренд. Это очень важно для сохранения первоначальных ценностей бренда, независимости и собственного видения».